# سنجاي كومار
سنجاي كومار (بالإنجليزية: Sanjay Kumar) هو مصارع هاوي هندي، ولد في 31 ديسمبر 1983.

## روابط خارجية
- سنجاي كومار على موقع قاعدة بيانات المصارعة الدولية (الإنجليزية)